# W. Herbert Dunton
William Herbert "Buck" Dunton,  né le 28 août 1878 à Augusta (Maine) et mort le 18 mars 1936 à Taos (Nouveau-Mexique), est un artiste américain.

## Biographie
William Herbert Dunton naît le 28 août 1878 à Augusta (Maine). Sa passion pour les activités de plein air est entretenue par son grand-père dès son plus jeune âge. 
Il est en grande partie autodidacte, mais il fréquente également la Cowles Art School à Boston. En 1912, il étudie brièvement à l'Art Student's League, où il est élève de Joseph De Camp et de Ernest Blumenschein qui lui parle de Taos. La même année W. Herbert Dunton ouvre son studio d'été à Taos.
Il se spécialise dans le plein air et en particulier dans les scènes de l'Ouest, comme en témoignent les titres de ses tableaux vendus aux enchères. 
Il meurt le 18 mars 1936 à Taos (Nouveau-Mexique).